# Cladiella hartogi
Cladiella hartogi is een zachte koraalsoort uit de familie Alcyoniidae. De koraalsoort komt uit het geslacht Cladiella. Cladiella hartogi werd in 2010 voor het eerst wetenschappelijk beschreven door Benayahu & Chou. 